# Maucourt, Oise
Maucourt är en kommun i departementet Oise i regionen Hauts-de-France i norra Frankrike. Kommunen ligger i kantonen Guiscard som tillhör arrondissementet Compiègne. År 2022 hade Maucourt 232 invånare.

## Befolkningsutveckling
Antalet invånare i kommunen Maucourt
| Referens: INSEE |